# Мухіеддін Музаффар Джанг Хідаят
Мухіеддін Музаффар Джанг Хідаят (помер 13 лютого 1751) — правитель Гайдарабаду упродовж короткого періоду від кінця 1750 до смерті у лютому 1751 року.

## Життєпис
Син Таліб Мухі-уд-діна Мутавассіл-хана, субадара Біджапуру, та Хаїр-ун-ніси бегум, доньки Асаф Джаха I, першого нізама Хайдарабаду. Замалоду пройшов середні ланки державного управління (мансабдара) Імперії Великих Моголів. після смерті батька став субадаром Біджапуру.
У 1749 році, невдовзі після смерті діда, висунув свої права на трон Гайдарабаду, який на той час зайняв його вуйко Насір Джанг. У своїй боротьбі Музаффар Джанг спирався на французів та Чандра Сахіба, який мріяв захопити навабство Аркота. Проти союзників виступили Насір Джанг, Анвар-уд-дін Мухаммад-хан, набоб Аркота та Британська Ост-Індійська компанія. В результаті війна за спадщину в Гайдарабаді перетворилася також у війну за трон в Аркоті, в яку втрутилися французи (на бозі Музаффара Джанга і Чандри Сахіба) та британці (на боці Насір Джанга і Мухаммад-хана). Загалом вона отримала назву Другої Карнатіцької війни.
У 1750 році вдалося перемогти насір Джанга, який загинув. Завдяки цьому Музаффар Джанг отримав трон. На подяку за допомогу новий нізам надав кілька прибережних земель французам. Проте боротьба проти нього тривала з боку британців, які підтримали повстання впливової знаті Гайдарабаду. У 1751 році під час битви на перевалі Лаккірдідіпалі Музаффар Джанг загинув. Новим нізамом французи поставили Салабат Джанга.